# Hollywood Boulevard (programa de televisión)
Hollywood Boulevard fue un magazine semanal que se emitió en España en el canal Sony Entertainment Television y en Portugal en AXN, sobre los mundos del cine, TV, moda y música. La versión española fue presentada por Ainhoa Arbizu y desde 2007 por Vanesa Rubio, y la portuguesa por Liliana Neves. Se emitió desde el 10 de noviembre de 2006 hasta 2009.
El programa fue semanal y trataba la vida de los famosos de Hollywood, haciendo un recorrido por el paseo de las estrellas (Hollywood Boulevard) y contando de manera más cercana cómo es la vida de los actores y directores más importantes de la ciudad.
Hollywood Boulevard fue el primer programa de producción propia de Sony Entertainment Television (Sony TV) en España.  Fue uno de los pocos programas emitidos por el canal, junto a Insert Coin, presentado por Estela Giménez.

## Entrevistas
En Hollywood Boulevard se entrevistaron a:
- Kate Beckinsale
- Adam Sandler
- Paul Guilfoyle (de CSI)
- El director Frank Coraci
- La banda The Gift
- El compositor Rodrigo Leão